# Protamine
Les protamines sont des petites protéines nucléaires riches en arginine. Lors de la spermiogenèse, les histones des cellules germinales mâles sont remplacées par des variants d'histones spécifiques du testicule et des protéines de transition. La chromatine est alors incorporée dans le noyau des spermatides où les protamines remplacent les protéines de transition. On pense que ce remplacement est essentiel à la condensation de l'ADN contenu dans la tête du spermatozoïde. En effet, elles se lient fortement à l'ADN, notamment par la formation de ponts salins (en) grâce au groupe guanidium des arginines permettant l'organisation de la chromatine spermatique sous une forme très condensée ainsi que l'inactivation du génome pendant la spermatogenèse.

Deux énantiomères d'arginine

Ces protamines sont de nouveau remplacées par des histones au moment de la fécondation, juste après l'entrée du spermatozoïde dans l'ovule, permettant la formation des pronoyaux (ou pronuclei).
Le sulfate de protamine est un médicament utilisé pour contrer l'effet anticoagulant de l'héparine.